# Истиклол (город)
Истиклол (тадж. Истиқлол — «независимость»; до 2012 года — Табошар, тадж. Табошар) — город в Согдийской области Таджикистана, в 50 километрах к северу от Худжанда. Расположен у подножия Кураминского хребта, к западу от его отрога Карамазор. Население по оценке на 1 января 2020 года составляет 20 576 человек. Находится рядом с богатыми месторождениями полиметаллических руд и хвостохранилищем.

## История
Изначальное название города Табошар (Тов ошар) означает «перевал, минуя горы». Основал село Ашуркул-карасакал, «карасакал» в переводе на русский — «чернобородый». Кое-что об этом человеке удалось узнать на одной из веток форума Евразийского исторического сервера (автор утверждает, что информацию он взял из туркестанского архива): «Бий Туганыш вместе с отцом Бием Шамашем ушли через перевал Кандыр в район Карамазара (Ходжентский уезд) к кишлаку Канжол, там, где речка Уткен су берет свое начало. В низовьях Уткен су у Шамаша там была земля. Примерно в 1757 году, а может, и раньше внук Бия Шамаша, Ашуркул Карасакал, ставит аул Алчалы. Еще позже внуки Ашуркула основывают село Товашар там, где в 1925 году начали строить пгт. Табошар».
В 1925 году у Табошара открыто крупнейшее в Средней Азии месторождение урановых руд. Расположено в пределах Карамазарского горнорудного района. Карамазарскую группу месторождений открыл Сергей Федорович Машковцев по следам старых рудников. При составлении геологической карты геолог Машковцев на руднике Табошар обнаружил образцы с радиоактивными минералами. С 1926 года на руднике Табошар начала работать первая геолого-разведочная партия (ГРП) под руководством Б. Н. Наследова, выявившая ряд рудных жил, в том числе крупную ураноносную «Ведущую». Геолого-разведочные работы продолжались многие годы.
В 1930—1931 годах на Табошарском месторождении Гиредмет проводил исследования по извлечению из руды радия. Работы по извлечению радия проводились в 1934 году. К 1935 году были построены небольшой посёлок, рудник и опытный гидрометаллургический цех (химическая установка). Проводилась выборочная добыча наиболее богатой руды отбойными молотками, которая вручную сортировалась на поверхности у выхода из штольни. Табошар получил статус посёлка городского типа в 1937 году и служил базовым для изыскателей и горняков. Перед Великой Отечественной войной рудник был законсервирован. В 1941 году в Табошар был эвакуирован из Одессы завод «В» Главного управления редких металлов, в составе которого был гидрометаллургический цех (завод № 4) и одесский филиал Гиредмета Наркомцветмета СССР с плановым заданием получения 4 тонн солей урана в год. Добыча и переработка урановой руды на руднике в Табошаре началась с 1943 года для создания советской атомной бомбы во исполнение постановления Государственного комитета обороны (ГКО) СССР от 27 ноября 1942 года. На базе завода «В» Главредмета, Табошарского, Адрасманского, Майлисуйского, Уйгурсайского и Тюямуюнского рудников для добычи и переработки урановых руд до закиси-окиси урана был организован постановлением ГКО от 15 мая 1945 года № 8582 сс/ов по просьбе И. В. Курчатова в системе НКВД СССР Комбинат № 6 с управлением в Ленинабаде Таджикской ССР. В 1960 году начата добыча урана способом кучного выщелачивания (КВ) из табошарских руд. К началу 1945 года Табошарское рудоуправление было единственным действующим горнопромышленным предприятием, которое всё ещё находилось в стадии промышленной разведки и подготовки, а не эксплуатации. В 1946 году для строительства предприятия № 11 (Рудоуправления № 11) Комбината № 6 на базе уранового рудника в Табошаре создано отделение строителей в системе НКВД, в основном из заключённых и специальных переселенцев. К июлю 1946 года опытный завод № 3 располагался в полуразрушенных глинобитных зданиях на базе Табошанского опытного завода «В» Наркомцветмета. Было начато строительство закрытого города «Ленинабад-31» и предприятия по переработке урановой руды. В Табошар были направлены учёные и квалифицированные специалисты, а также направляли пленных и депортированных немцев. В городе были две школы, больница, развитая инфраструктура. К концу 1980-х годов залежи были отработаны и производство урана сократилось и полностью прекратилось с распадом СССР и началом гражданской войны в Таджикистане (1992—1997).
Кроме урановых месторождений, в советский период был разведан ряд месторождений золота, серебра, вольфрама, висмута, других цветных металлов, а также высококачественного мрамора. Добывались флюсовые материалы и облицовочный камень. В посёлке было производство облицовочных плит и сувенирных изделий.
С 1968 года в поселке действует завод «Заря Востока» (с октября 1991 года — производственное объединение «Заря Востока», с апреля 2001 года — ГУП «Заря Востока»), образованный как филиал Алексинского химического комбината и относившийся к Министерству машиностроения СССР. Завод выпускал резиновую обувь и анатомические перчатки, а также работал на оборонную промышленность СССР. На заводе делали детали для стратегических ракет и испытывали ракетные двигатели. В настоящее время завод выпускает товары народного потребления и резиновые изделия.
В советское время работал Табошарский филиал Ленинабадской швейной фабрики. После распада СССР предприятия частично законсервированы.
Подавляющее большинство населения до распада СССР составляли русские. С началом перестройки этнические немцы стали переселяться в Германию. Большинство жителей Табошара с распадом СССР и началом гражданской войны (1992—1997) выехали из Таджикистана.
Табошар получил статус города в 1993 году. В 2012 году город был переименован в Истиклол. В ноябре 2012 года в городе Истиклол начало функционировать совместное таджикско-швейцарское серебродобывающее предприятие «Канчол».
В 2017 году подписано соглашение между Россией и Таджикистаном о рекультивации урановых хвостохранилищ и утилизации выведенных из эксплуатации производств по добыче и переработке урана.
В 2023 году открылся Исторический музей города Истиклол.
Росатом завершил рекультивацию промплощадки Табошар в октябре 2023 года. Высота отвала с урановым песком была снижена с 65 до 35 метров и укрыта полутораметровым слоем чистого грунта. Радиационный фон в периметре рекультивированных объектов снизился до естественного уровня.

## Экономика
Имеются швейный и ковроткацкий цех,  шиповниковый сад (150 га), хлебобулочный и кондитерский цех.
В 2024 должно закончится строение металлургического комбината по производству свинца, серебра и меди (финансируемая совместно с КНР) на сумму 50 млн долларов.

## Махалли
Город разделен на 6 махаллей, каждая из которых расположена на расстоянии 2-4 км от старой части города (мах. Табошари Кухна):
- Айни
- Навои
- Дусти
- Мехнатобод
- Сомониён
- Умари Хайём

## Население
| Численность населения | Численность населения | Численность населения | Численность населения | Численность населения | Численность населения | Численность населения | Численность населения |
| 1939                  | 2003                  | 2004                  | 2005                  | 2006                  | 2007                  | 2008                  | 2009                  |
| --------------------- | --------------------- | --------------------- | --------------------- | --------------------- | --------------------- | --------------------- | --------------------- |
| 857                   | ↗11 700               | ↗12 000               | ↗12 300               | ↗12 500               | ↗12 800               | ↗12 900               | ↗13 500               |
| 2019                  | 2020                  | 2021                  | 2022                  |                       |                       |                       |                       |
| ↗17 300               | ↗17 600               | ↗18 300               | ↗18700                |                       |                       |                       |                       |